# Флоренс Пју
Флоренс Пју (енгл. Florence Pugh; Оксфорд, 3. јануар 1996) енглеска је глумица. Рођена у Оксфорду, направила је свој глумачки деби 2014. године у драмском филму The Falling. Пју је стекла признање за своју главну улогу насилне младе невесте у независној драми Леди Магбет (2016), освојивши Британску независну филмску награду. Након улога у филмовима Краљ Лир и Изгубљени краљ из 2018, добила је похвале за главну улогу у мини-серији Мала бубњарка из 2018. године. Пју је исте године номинована за БАФТА за будућу звезду.
Пјуин међународни пробој догодио се 2019. године са њеним улогама професионалне рвачице Пејџ у биографско-спортском филму Борба са мојом породицом, емоционално узнемирене Дани Ардор у хорор филму Средина лета и Ејми Марч у историјској драми Мале жене. За последњу, добила је номинације за Оскара и BAFTA-у. Награђена је трофејом Chopard-а на Канском филмском фестивалу 2019.

## Филмографија
| Филмови који још нису издати | Означава продукције које још нису издате |

### Филм
| Година | Српски наслов                  | Оригинални наслов            | Улога                        | Напомене    | Реф.  |
| ------ | ------------------------------ | ---------------------------- | ---------------------------- | ----------- | ----- |
| 2014.  | Н/Д                            |                              | Abbie Mortimer               |             |       |
| 2015.  | Н/Д                            |                              | Ив                           | кратак филм | [ 3 ] |
| 2016.  | Леди Магбет                    |                              | Кетрин Леснер                |             |       |
| 2018.  | Путник                         |                              | Гвен                         |             | [ 4 ] |
| 2018.  | Изгубљени краљ                 |                              | Елизабета де Бург            |             |       |
| 2018.  | Зло у нама                     |                              | Анџела Сајерс                |             | [ 5 ] |
| 2018.  | Н/Д                            |                              | себе                         | кратак филм |       |
| 2019.  | Борба са мојом породицом       |                              | Сараја „Пејџ” Најт           |             |       |
| 2019.  | Н/Д                            |                              | Лусила                       | кратак филм |       |
| 2019.  | Средина лета                   |                              | Дани Ардор                   |             |       |
| 2019.  | Мале жене                      |                              | Ејми Марч                    |             |       |
| 2020.  | Невестин отац: Трећи део       |                              | Меган Бенкс                  | кратак филм | [ 6 ] |
| 2021.  | Црна Удовица                   |                              | Јелена Белова / Црна Удовица |             |       |
| 2022.  | Не брини, драга                |                              | Алис Чемберс                 |             |       |
| 2022.  | Мачак у чизмама: Последња жеља | Puss in Boots: The Last Wish | Златокоса (глас)             |             |       |
| 2023.  | Опенхајмер                     |                              | Џин Тетлок                   |             |       |
| 2024.  | Дина: Други део                | Dune: Part Two               | принцеза Ирулан              |             |       |
| 2024.  | Време које имамо               | We Live in Time              | Алмут                        |             |       |
| 2025.  | Громовници*                    |                              | Јелена Белова / Црна Удовица |             |       |
| 2026.  | Осветници: Судњи дан           |                              | Јелена Белова / Црна Удовица |             |       |
| 2026.  | Дина: Трећи део                |                              | принцеза Ирулан              |             |       |

### Телевизија
| Година | Српски наслов | Наслов    | Улога                        | Напомене          | Реф. |
| ------ | ------------- | --------- | ---------------------------- | ----------------- | ---- |
| 2015.  | Н/Д           |           | Кет                          | Неемитовани пилот |      |
| 2016.  | Марсела       |           | Кара Томас                   | 3 епизоде         |      |
| 2018.  | Краљ Лир      | King Lear | Корделија                    | телевизијски филм |      |
| 2018.  | Мала бубњарка |           | Чармијан „Чарли” Рос         | мини-серија       |      |
| 2021.  | Хокај         |           | Јелена Белова / Црна Удовица | мини-серија       |      |